# 阿梅丽·诺冬
女男爵阿梅丽·诺冬（法語：Amélie Nothomb；1966年7月9日—，於比利時埃特貝克）是一名以法文寫作的比利時女作家。

## 生平
阿梅丽的雙親曾為比利時的駐日外交官，因此自兩歲起在日本的神戶市渡過童年，直到五歲時因父親的工作關係，在各個不同的國家居住過，如中國、美國紐約、孟加拉、緬甸和寮國等地。家族輩出名人，許多曾為比利時的政治名人。
在1992年出版第一本小說，之後便以約每年一本的速度寫作，於1993年獲得 富尼耶大獎及2000年的 法蘭西學院小說大獎，2021年获得勒诺多文学奖，2023年获得第29届让·莫内欧洲文学奖。
幼時在日本就讀當地的學校和學習日文，但在五歲便搬至中國大陸，之後輾轉各國居住，直到17歲才第一次在比利時布魯塞爾安定下來。接著她在 布魯塞爾自由大學 (法語區) 研讀語文學，而後到東京的一間公司上班，在此時她開始將幼時的童年和身邊的經驗寫成小說。

## 作品
- Hygiène de l'assassin 《殺手潔癖》（1992年）
- Le Sabotage amoureux 《蹂躪愛情》（1993年）
- Les Combustibles（1994年）
- Les Catilinaires 《諷刺》（1995年）
- Péplum（1996年）
- Attentat （1997年）
- Mercure 《水銀》 （1998年）
- Stupeur et tremblements 《艾蜜莉的日本頭家》（1999年）
- Métaphysique des tubes 《管子的異想世界》（2000年）
- Cosmétique de l'ennemi （2001年）
- Robert des noms propres（2002年）
- Antéchrista（2003年）
- L'Entrée du Christ à Bruxelles（2004年）
- Biographie de la faim（2004年）
- Acide sulfurique（2005年）
- Journal d'Hirondelle《小燕日記》（2006年）
- Ni d'Ève, ni d'Adam （2007年）
- Le Fait du prince 《王子行徑》（2009年）
- Le Voyage d'Hiver 《昨日旅行》（2009年）

（短篇故事不計）